# Шенковец (општина)
Шенковец је насељено место и седиште општине у Међимурској жупанији, Хрватска. До територијалне реорганизације у Хрватској налазио се у саставу бивше велике општине Чаковец.

## Становништво
На попису становништва 2011. године, општина Шенковец је имала 2.879 становника, од чега у самом Шенковцу 2.466.

## Попис1991.
На попису становништва 1991. године, насељено место Шенковец је имало 2.161 становника, следећег националног састава:
| Попис 1991.‍   | Попис 1991.‍  | Попис 1991.‍ | Попис 1991.‍ | Попис 1991.‍ |
| ------------- | ------------ | ----------- | ----------- | ----------- |
|               |              |             |             |             |
| Хрвати        | Хрвати       |             | 2.058       | 95,23%      |
| Југословени   | Југословени  |             | 14          | 0,64%       |
| Словенци      | Словенци     |             | 7           | 0,32%       |
| Срби          | Срби         |             | 6           | 0,27%       |
| Немци         | Немци        |             | 5           | 0,23%       |
| Мађари        | Мађари       |             | 2           | 0,09%       |
| остали        | остали       |             | 4           | 0,18%       |
| неопредељени  | неопредељени |             | 10          | 0,46%       |
| регион. опр.  | регион. опр. |             | 1           | 0,04%       |
| непознато     | непознато    |             | 54          | 2,49%       |
| укупно: 2.161 |              |             |             |             |